# Московский автовокзал (Минск)
Московский автовокзал — бывший автовокзал в Минске, располагался по адресу ул. Филимонова, 63 (восточная часть города возле пересечения проспекта Независимости с улицей Филимонова).
Автовокзал обслуживал международные, междугородные и пригородные рейсы оршанского и витебского направлений. Был рассчитан на обслуживание 15 тысяч человек в сутки. На территории автовокзала работали диспетчерская станция и разворотное кольцо автобусов и троллейбусов.
10 июля 2014 начались работы по сносу автовокзала и строительству новой развязки пр. Независимости — ул. Филимонова

## История
Вокзал был спроектирован в 1980-х годах, строительство начато в 1990 году, однако из-за трудностей с финансированием строительство затянулось и он был сдан в эксплуатацию только в 1999 году. 19 августа премьер-министр Сергей Линг открыл автовокзал.
За проектирование и строительство автовокзала — Н. Наумов, Ю. Рушев и Л. Волчецкий — были удостоены Государственной премии Республики Беларусь.
В 2012 году рассматривался вариант сноса автовокзала и передачи территории «Газпрому» под застройку.
Проект вызвал дискуссию из-за необходимости сноса автовокзала, открытого 14 лет назад, и считавшегося архитектурной достопримечательностью (в 2002 году авторы проекта были награждены Государственной премией Республики Беларусь в области архитектуры, в профильных изданиях автовокзал рассматривается как пример постмодернистской архитектуры). Архитектор автовокзала Николай Наумов и его коллеги высказывались против сноса сооружения. Председатель Мингорисполкома Николай Ладутько поддержал снос автовокзала, назвав его маловостребованным и архитектурно незначимым. Руководитель автовокзалов «Минсктранса» заявил, что автовокзал «Московский» обслуживает «всего лишь 24 %» пассажиров и пожаловался на трудности в эксплуатации «Московского». При этом пассажиропоток на автовокзале «Московский» был сопоставим с реконструированным «Центральным», который не имел и не имеет площадей для отстоя автобусов между рейсами. Хотя Николай Ладутько заявлял о возможности переноса всех маршрутов «Московского» на существующие автостанции и автовокзалы без ущерба для пассажиров, в 2020 году в Минске из-за перегруженности Центрального автовокзала был расконсервирован Восточный автовокзал. В долгосрочной перспективе намечалось строительство нового автовокзала в 4-5 км от «Московского», возле намечаемой станции метро Московской линии. В «Белтрансгазе» первоначально допускали возможность сохранения здания автовокзала, если архитекторы сочтут возможным его использование.
В 2014 году началась работа по сносу автовокзала, строительства на его месте офиса «Газпрома», а также строительства новой развязки просп. Независимости — Филимонова